# Francisco Barba (pintor)
Francisco Barba fue un pintor español del siglo XIX.

## Biografía
Este pintor, que desarrolló su actividad en el siglo XIX, nació en Tarragona en 1820. Fue autor del dorado de los palcos y la embocadura del Teatro Real de Madrid, en el que trabajó con José Rodríguez y Leonardo Nieto. En la Exposición de Bellas Artes que se celebró en 1842 en Sevilla, presentó una copia de Salvator Rosa y un cuadro de las Santas Justa y Rufina. Obtuvo en dicha exposición un premio concedido por el jurado calificador. Años después, en 1874, fue nombrado corresponsal de la Real Academia de Bellas Artes de San Fernando en su ciudad natal.